# Pilar Miró
Pilar Miró (ur. 20 kwietnia 1940 w Madrycie; zm. 19 października 1997 tamże) – hiszpańska reżyserka i scenarzystka filmowa. 

## Życiorys
Laureatka Nagrody Goya za reżyserię i scenariusz kostiumowego filmu Pies ogrodnika (1996), który został nominowany do tej nagrody w dwunastu kategoriach. Zasiadała w jury konkursu głównego na 48. MFF w Wenecji (1991).
Jej ostatnim zawodowym przedsięwzięciem była reżyseria oficjalnej telewizyjnej transmisji ślubu córki króla Juana Carlosa I, infantki Krystyny. Wydarzenie to miało miejsce 4 października 1997 w Barcelonie. Dwa tygodnie później Miró zmarła nagle na atak serca.